# Талідомід
Талідомід (англ. Thalidomide) — снодійно-седативний лікарський засіб, імуномодулятор, що отримав широку відомість через свою тератогенність, після того, як було встановлено, що в період з 1956 по 1962 в ряді країн світу народилося, за різними підрахунками, від 8000 до 12 000 дітей з вродженими каліцтвами, зумовленими тим, що матері вживали препарати талідоміду під час вагітності. Талідомідова трагедія змусила багато країн переглянути існуючу практику ліцензування лікарських засобів, посиливши вимоги до ліцензованих препаратів.
Наразі талідомід застосовується для лікування множинної мієломи та інших важких онкозахворювань. Він був допущений FDA для лікування прокази, проте Всесвітня організація охорони здоров'я не рекомендує застосовувати його задля цієї мети через можливі зловживання.

## Історія

### Розробка і поява на ринку
В 1954 році німецька фармацевтична компанія Chemie Grünenthal проводила дослідження з метою розробити недорогий спосіб виробництва антибіотиків з пептидів. У ході досліджень працівниками компанії був отриманий препарат, названий ними талідомід (thalidomide), після чого почалися вивчення його властивостей для визначення сфери його застосування.
Спочатку талідомід передбачалося використовувати як протисудомний засіб, однак перші досліди на тваринах показали, що подібних властивостей новий препарат не має. Однак було виявлено, що передозування препарату не вбивало піддослідних тварин, що дало підставу вважати препарат нешкідливим.
В 1955 році Chemie Grünenthal неофіційно вислала безкоштовні зразки препарату різним лікарям у Німеччині і Швейцарії.
Люди, що приймали препарат, відзначили, що, хоч він і не проявляє протисудомних властивостей, він має заспокійливий та снодійний ефект. Люди, що приймали препарат, розповідали, що вони мали глибокий «природний» сон, що тривав всю ніч.
Дія препарату вразила багатьох терапевтів, безпечний заспокійливий і снодійний засіб виділявся на тлі існуючих снодійних препаратів. Безпека передозування (випадкового або при спробі суїциду) препарату особливо відзначалася надалі при просуванні цього продукту на ринку.
Попри те, що препарат мав на людей подібний вплив, для його ліцензування необхідно було показати ефективність його дії. Однак, на тварин препарат седативного впливу не чинив, тому представникам компанії Chemie Grünenthal для демонстрації довелося виготовити особливу клітку, яка служила для вимірювання найменших рухів піддослідних тварин. Таким чином представники Chemie Grünenthal зуміли переконати комісію, що, попри те, що миші після прийому препарату не спали, їхні рухи сповільнювалися більшою мірою, ніж у тварин, яким ввели інші седативні засоби. Основний акцент при демонстрації представники компанії робили на те, що препарат абсолютно безпечний, що і дозволило отримати ліцензію на виробництво і розповсюдження препарату.
В 1957 році препарат був офіційно випущений у продаж в Німеччині під назвою Contergan, у квітні 1958 року у Великій Британії його випустила фірма Distillers Company під назвою Distaval. Крім того, талідомід поставлявся на ринок у складі лікарських засобів для найрізноманітніших випадків, наприклад, Asmaval — проти астми, Tensival — проти підвищеного кров'яного тиску, Valgraine — проти мігрені. Всього талідомід надійшов у продаж в 46 країнах Європи, Азії, Африки, Південної Америки, де він випускався під 37 різними назвами. Ніяких додаткових незалежних досліджень препарату в жодній країні не проводилося.

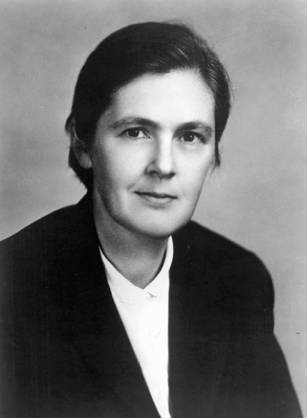
Френсіс О. Келсі

У серпні 1958 року від компанії Grünenthal комусь надійшов лист, в якому зазначалося, що «талідомід — найкращі ліки для вагітних і годуючих матерів». Цей пункт майже відразу ж був відображений в рекламі засобу у Великій Британії компанією Distiller, попри те, що дослідження впливу препарату на плід не проводилися ні німецькою компанією Grünenthal, ні англійської Distiller. Талідомід став успішно застосовуватися для усунення неприємних симптомів, пов'язаних з вагітністю, таких, як безсоння, неспокій, ранкова нудота.
1959 року компанія Grünenthal почала отримувати листи з повідомленнями про периферичний неврит та інші побічні ефекти від застосування препарату. З'явилися думки про те, що препарат слід продавати тільки за призначенням лікаря. Попри це, талідомід продовжував тримати лідерські позиції з продажу та у деяких країнах відставав за рівнем продажів тільки від аспірину. Політика компанії полягала в запереченні зв'язку препарату Contergan з периферичним невритом і Grünenthal завзято опиралася спробам обмежити продаж препарату.
8 вересня 1960 року в США Richardson-Merrell Company представила талідомід на розгляд Управління контролю якості продуктів і ліків США під назвою Kevadon. Американські закони того часу для ліцензування лікарського препарату вимагали тільки безпеки його застосування. Ці ж закони допускали клінічне пробне застосування лікарського препарату до його ліцензування, що дозволило компанії Richardson-Merrell поширити більш ніж 2,5 млн таблеток 20 тисячам пацієнтів за допомогою 1267 терапевтів. Препарат був схвалений більшістю лікарів, які визнали його безпечним і корисним, що вони відобразили у своїх звітах. Однак доктор Френсіс О. Келсі, призначена FDA для контролю над ліцензуванням препарату, виявилася не вражена результатами цього тесту. Одним з основних факторів, що вплинули на рішення Келсі, було те, що компанія Richardson-Merrell знала про ризик розвитку невритів, але змовчала про це у рапорті для FDA. Френсіс О. Келсі, попри серйозний тиск з боку Richardson-Merrell, не схвалила препарат Kevadon, і він не надійшов на ринок США.
У 1961 році талідомід став найбільш продаваним седативним засобом у Німеччині.

### Трагедія
25 грудня 1956 року в місті Штольберг в сім'ї співробітника Chemie Grünenthal народилася дочка без вух. Цей співробітник давав своїй вагітній дружині ще не випущений офіційно талідомід, який він взяв на роботі. У той час зв'язки між прийомом препарату і вадами розвитку плоду ніхто не вбачав, поява дітей з вродженими фізичними дефектами неодноразово спостерігалася і раніше. Однак після надходження талідоміду на ринок число народжуваних дітей з вродженими каліцтвами різко зросло. В 1961 році німецький лікар-педіатр Ганс-Рудольф Відеманн (нім. Hans-Rudolf Wiedemann) звернув увагу громадськості на цю проблему, давши їй характеристику  епідемії.
Наприкінці 1961 року, майже в один час, професор Ленц (нім. W. Lenz) у Німеччині і доктор Макбрайд (англ. McBride) в Австралії виявили зв'язок між зростанням числа вроджених вад у новонароджених і тим фактом, що матері цих дітей приймали талідомід на ранніх термінах вагітності.
16 листопада 1961 року Ленц телефоном повідомив про свої підозри в компанію Chemie Grünenthal. 18 листопада в газеті Welt am Sonntag було опубліковано його лист, в якому він описав понад 150 випадків вроджених вад у новонароджених і пов'язав їх з прийомом матерями талідоміду на ранніх стадіях. 26 листопада під тиском преси та німецької влади компанія Chemie Grünenthal почала відкликати талідомід з ринку Німеччини, повідомивши про це Richardson-Merrell, продукція якої встигла поширитися на території Південної Америки. При цьому компанія Chemie Grünenthal продовжувала заперечувати зв'язок епідемії з її препаратом.
2 грудня Distillers оголосила про відкликання препарату з ринків у відкритому листі, опублікованому в англійських журналах The Lancet і British Medical Journal.
У грудні 1961 року в журналі The Lancet було опубліковано лист Вільяма Макбрайда, в якому він також описав свої спостереження щодо зв'язку талідоміду з вродженими вадами у немовлят. Після цього препарат почали прибирати з прилавків в інших країнах. Підтвердження словам Ленца і Макбрайда стали надходити з різних країн, ситуація набула широкого розголосу в газетах, по радіо і на телебаченні, однак, попри це, препарат був доступний для покупки в деяких аптеках і через пів року після перших повідомлень. В Італії та Японії препарат продавався і через дев'ять місяців після розголосу.
На початку 1962 року Ленц зробив припущення, що починаючи з 1959 року в Західній Німеччині народилося близько двох-трьох тисяч дітей-жертв талідоміду. Всього, за різними оцінками, в результаті застосування талідоміду близько 40 000 людей отримали периферичний неврит, від 8000 до 12 000 новонароджених народилися з фізичними каліцтвами, з них лише близько 5000 не загинули в ранньому віці, залишившись інвалідами на все життя.

### Судовий розгляд

#### Німеччина
Наприкінці 1961 року в прокуратуру Ахену почали надходити перші звинувачення на адресу Chemie Grünenthal, і тільки у 1968 році були остаточно підготовлені матеріали справи на 972 сторінках. 27 травня 1968 року почався судовий процес, відповідачами в якому були сім представників компанії Chemie Grünenthal, які звинувачувалися в тому, що допустили на ринок небезпечний медичний препарат, який не пройшов належної перевірки і призвів до тілесних збитків у значної кількості дітей. Також компанія звинувачувалася в тому, що не тільки не відреагувала належним чином на негативні відгуки про препарат, а й докладала зусиль до замовчування цієї інформації.
18 грудня 1970 року відбулося останнє засідання суду у цій справі, на якому було прийнято рішення про закриття справи у зв'язку із запропонованим 10 квітня 1970 року компанією Chemie Grünenthal зобов'язанням виплатити компенсацію в 100 млн німецьких марок дітям, постраждалим від дії талідоміду. Суд постановив, що, враховуючи всю систему виробництва і розповсюдження лікарських препаратів, подібне могло статися з будь-якою фармацевтичною компанією, і першочерговим завданням є зміна існуючої системи, а не звалювання провини за трагедію на кількох людей.
17 грудня 1971 року Міністерство охорони здоров'я Німеччини заснувало фонд Hilfswerk für behinderte Kinder, у завдання якого входила виплата компенсацій постраждалим від дії талідоміду. Виплати почалися в 1972 році. Спочатку вони були досить малі — близько 10 тисяч німецьких марок, проте пізніше вони збільшилися, досягнувши розміру 100—180 тисяч німецьких марок. Розмір виплати конкретній дитині залежав від ступеня завданого препаратом збитку. Щомісячні виплати на дитину становили 100—450 німецьких марок, пізніше сума щомісячного платежу перераховувалася і збільшувалася кілька разів (в 1976, 1977, 1980 і 1991 роках). Всього до початку 1992 року як компенсацію з фонду було виплачено близько 538 млн німецьких марок, компенсацію отримали 2866 людей. Ці виплати, на відміну від виплат Chemie Grünenthal, стосувалися лише жителів Німеччини.

#### Велика Британія
У період з 1962 по 1966 рік 70 батьків та опікунів дітей, постраждалих від талідоміду, подали позови проти Distillers зі звинуваченнями в недбалості і висунули вимоги про відшкодування збитку. Крім того, було подано низку позовів від людей, які стверджували, що отримали периферичний неврит, який є побічним ефектом від дії талідоміду. Компанія почала переговори з метою вирішити питання за позовними заявами без доведення справ до суду. В 1968 році було врегульовано, зокрема, 65 справ з 70, що стосуються дітей. Батькам або опікунам дітей пропонувалося відкликати позов про недбалість в обмін на отримання 40 % від суми, яку вони могли отримати в разі успішного завершення судового процесу. Таким чином, в 1968 році було відкликано 58 позовів, за які компанія виплатила один мільйон фунтів стерлінгів.
Після того, як суд дозволив подачу позовів по цій справі, в тому числі і після закінчення обумовленого законодавством трирічного терміну, почали надходити нові позови, з яких до 1971 року неврегульованими залишилося 389. За всіма цими позовами компанія Distillers намагалася домовитися з позивачами, не доводячи справу до суду. Крім того, було створено два списки позивачів: список X — ті, хто міг довести, що є жертвою талідоміду, і список Y — ті, хто не зміг привести переконливих доказів.
В 1971 році Distillers оголосила рішення про заснування трастового фонду для допомоги дітям з вродженими фізичними вадами, і до вересня проект фонду розміром 3,25 млн фунтів стерлінгів був готовий. Проект передбачав виплату цієї суми як компенсації протягом десяти років (не враховуючи ту компенсацію, що була виплачена за позовами на користь дітей категорії X окремо).
24 вересня 1972 року в газеті «Сандей Таймс» (англ. The Sunday Times) з'явилася стаття «Наші талідомідні діти — причина національної ганьби», у якій розглядалися кроки, що робляться компанією Distillers для врегулювання ситуації, і вказувалося на те, що пропонована компенсація не може бути порівнянна зі збитком, нанесеним англійським сім'ям. Крім того, у статті було зазначено, що розмір компенсації в 3,25 млн фунтів стерлінгів, у порівнянні з річним оборотом компанії в 64,8 млн фунтів стерлінгів і активами в 421 мільйон, мізерно малий. Стаття викликала широкий резонанс, у ЗМІ піднялася хвиля інтересу до цієї теми, у зв'язку з чим Distillers збільшила передбачуваний розмір фонду до 5 млн фунтів стерлінгів.
Крім того, представники Distillers звернулися до Генерального прокурора, заявивши, що ця стаття, а також інші згадки обставин цієї справи в пресі, є проявом неповаги до суду, оскільки справу ще не закінчено, і подібні публікації здатні підштовхнути суддів до прийняття упередженого рішення. У листопаді 1972 року Верховний Суд за позовом Генерального прокурора видав офіційну заборону на ці публікації. Компанія Times Newspapers Ltd подала апеляцію, знайшовши заборону на виконання прямих обов'язків журналістів несправедливим. Апеляційний суд скасував рішення Верховного Суду, але 18 липня 1973 року Палата Лордів відновила заборону на публікації, і вона діяла до 23 червня 1976 року.
Однак тиск з боку громадськості не припинявся, і в грудні 1972 року компанія запропонувала новий проект трастового фонду у розмірі 20 млн фунтів стерлінгів, який передбачав виплати протягом семи років.
10 серпня 1973 року був заснований фонд Thalidomide Children's Trust, у завдання якого входила підтримка дітей-інвалідів, чиї матері приймали талідомід на ранніх термінах вагітності. Уряд Великої Британії звільнив виплати дітям-жертвам талідомідової трагедії від оподаткування.
Оскільки значна частина позовів була відкликана у зв'язку з домовленістю про виплату компенсацій, кримінальної справи не порушували і відповідальності за те, що трапилося, ніхто з представників Distillers не поніс.

#### Інші країни
В Японії реалізацією талідоміду займалася компанія Dainippon Pharmaceutical Company. Вона остаточно відкликала свої препарати, що містять талідомід (Isomin і Proban-M), з ринку тільки 13 вересня 1962 року, тобто майже через 10 місяців після того, як Contergan був відкликаний у Німеччині. Жертвами талідоміду в Японії стало 309 дітей. У ході судового розгляду, в якому були задіяні Dainippon і Міністерство охорони здоров'я Японії, 26 жовтня 1974 року було досягнуто згоди про виплату грошових компенсацій сім'ям, в яких народилися діти з відхиленнями, викликаними дією талідоміду. За оцінкою доктора Ленца, який брав безпосередню участь у судовому розгляді, виплати, отримані японськими дітьми, були «значно вище, ніж виплати в інших країнах».
В інших країнах були організовані аналогічні фонди. Єдина країна, де такого фонду не було — Італія.
В США історія з талідомідом також стала приводом для перегляду та посилення вимог до ліцензування лікарських препаратів, у результаті чого в закон «Про продукти харчування, ліки і косметичні засоби» (англ. Federal Food, Drug, and Cosmetic Act) в 1962 році було додано вимогу пред'явлення доказів ефективності ліцензованого товару.

### Повернення на ринок
1964 року в Єрусалимському госпіталі «Хадасса» Яків Шескін шукав препарат, здатний допомогти смертельно хворому пацієнту, який страждає від важких запальних процесів, викликаних проказою. Серед лікарняних запасів він виявив талідомід. Доктор знав про те, що препарат заборонений, але, оскільки хворий страждав від нестерпного болю, не міг нормально спати кілька тижнів і був фактично приречений, Шескін вирішив дати цей препарат хворому. Після 20 годин сну хворий зміг вперше сам встати на ноги, а після подальшого прийому талідоміду його здоров'я почало поліпшуватися. Такий же ефект від прийому препарату спостерігався й у шести інших пацієнтів з подібними симптомами. Пізніше доктор провів ряд досліджень в Венесуелі, результати яких показали, що зі 173 пацієнтів, що приймали препарат, повністю вилікувалися 92 %. Подальші дослідження Всесвітньої організації охорони здоров'я на 4552 хворих на проказу пацієнтів показали 99 % покращень стану здоров'я. Таким чином з'явилися передумови для повернення препарату на ринок.
Американський вчений-цитолог Джуда Фолкман одним з перших припустив, що для зупинки розвитку злоякісної пухлини в організмі необхідно насамперед придушити її кровопостачання. Довгий час учений працював над створенням ефективного орального препарату, що пригнічує ангіогенез.
Професор-офтальмолог Роберт Д'Амато (Robert D'Amato), що працював з 1992 по 1994 рік у лабораторії Фолкмана в Гарвардському університеті, припустив, що тератогенність талідоміду пов'язана з його антиангіогенезними властивостями. В ході випробувань на курчатах і кроликах талідомід проявив себе як препарат, здатний значно знизити ангіогенез, що дало підстави для розгляду можливості застосування препарату в лікуванні важких онкологічних захворювань.
В 1997 році професор Барт Барлоджі (Bart Barlogie) перевірив, наскільки талідомід ефективний проти злоякісних пухлин. Він дав талідомід 169 пацієнтам арканзаського Центру дослідження раку, яким не допомагала хіміотерапія і пересадка кісткового мозку. У більшості пацієнтів сповільнився розвиток злоякісних пухлин, через 18 місяців після початку досліджень половина цих пацієнтів були ще живі всупереч звичайній статистиці. Після дворічного вивчення препарату в 1999 році Барлоджі зробив офіційну заяву про те, що талідомід здатний допомогти навіть тим хворим множинною мієломою, на яких не діють стандартні методи лікування.
У 1990 році дослідженнями талідоміду почали активно займатися вчені лабораторії американського професора Джилл Каплан (Gilla Kaplan) спільно з доктором Девідом Стірлінгом (David Stirling). Було встановлено, що талідомід і відкриті в ході його вивчення аналоги можуть ефективно використовуватися в лікуванні багатьох важких захворювань, у тому числі туберкульозу та СНІДу.
16 липня 1998 року  FDA  затвердило талідомід як ліки для лікування прокази. Оскільки після талідомідової епідемії FDA ввело додаткові умови ліцензування лікарських препаратів, виробникам довелося розробити складну систему безпеки і навчання, що передбачає чіткий контроль за прописуванням препарату лікарями. Зокрема, пацієнтам ставиться в обов'язок використовувати максимально посилену контрацепцію і забороняється бути донорами крові та сперми.

## Негативний вплив талідоміду на організм

### Тератогенний вплив

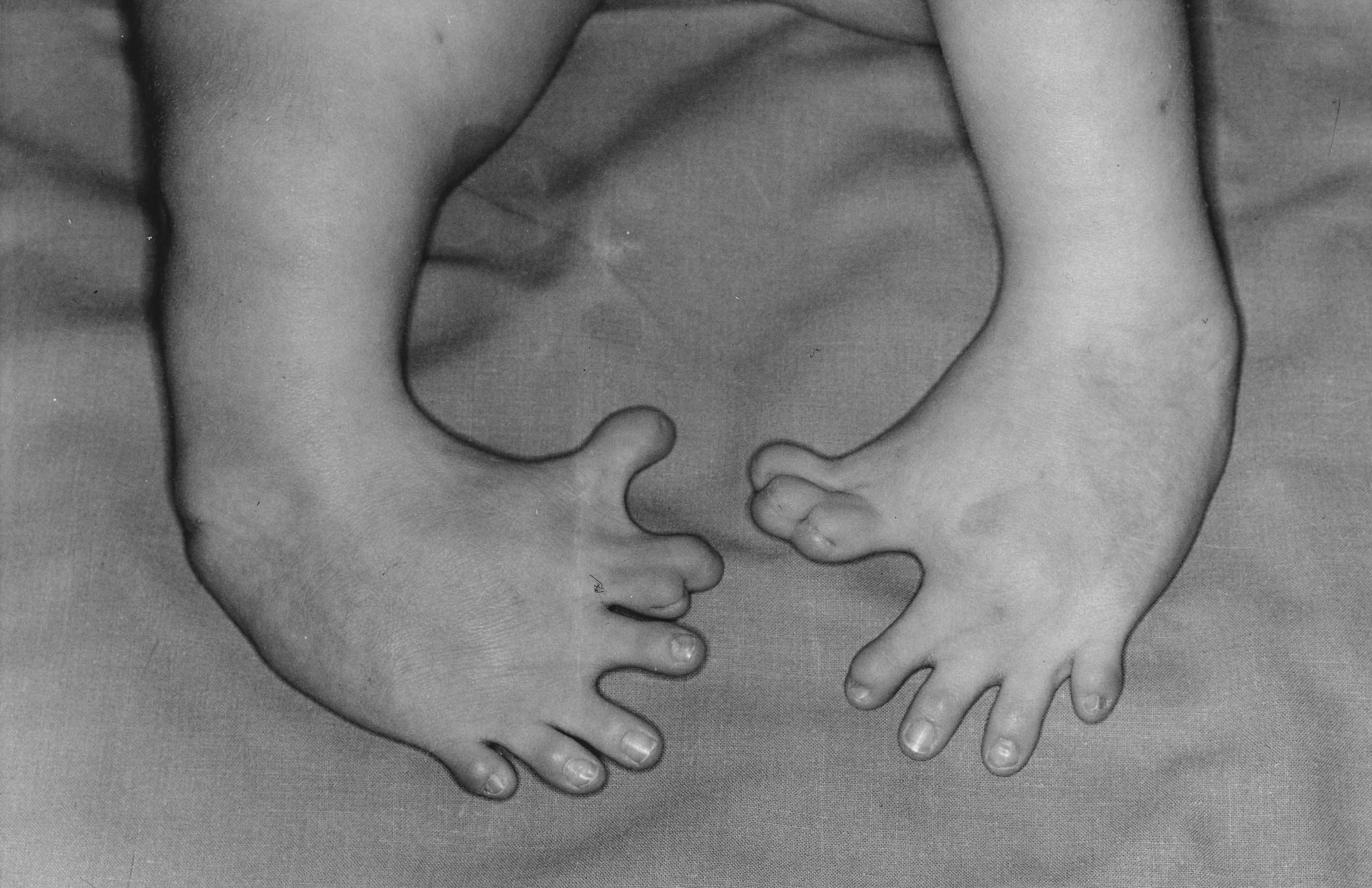
Дефект ступні, викликаний талідомідом

Талідомід становить найбільшу небезпеку на ранніх стадіях вагітності. Критичний період для плоду — 34-50 днів після останньої менструації у жінки (від 20 до 36 днів після зачаття). Імовірність появи дитини з фізичними деформаціями з'являється після прийому всього однієї таблетки талідоміду в цей проміжок часу.
Пошкодження плоду, викликані талідомідом, стосуються найрізноманітніших частин тіла. Серед найбільш поширених зовнішніх проявів виділяються дефекти або відсутність верхніх або нижніх кінцівок, відсутність вушних раковин, дефекти очей і мімічної мускулатури. Крім того, талідомід впливає на формування внутрішніх органів, руйнівним чином діючи на серце, печінку, нирки, травну і сечостатеву системи, а також може призводити, в окремих випадках, до народження дітей з відхиленнями в розумовому розвитку, епілепсією та аутизмом. Дефекти кінцівок носять назви фокомелія і амелія (дослівний переклад з латини — «тюленяча кінцівка» і «відсутність кінцівки» відповідно), які проявляються у вигляді якоїсь подібності до тюленячих ластів замість кінцівки або практично повної їхньої відсутності.
Згідно з зібраними Ленцем даними, близько 40 % новонароджених, які зазнали впливу препарату на стадії розвитку плоду, померли до свого першого дня народження. Деякі руйнівні впливи (зокрема, стосуються статевої системи дитини) можуть набути прояву лише за багато років після народження і можуть бути виявлені тільки в результаті ретельного аналізу.

### Механізм тератогенного впливу

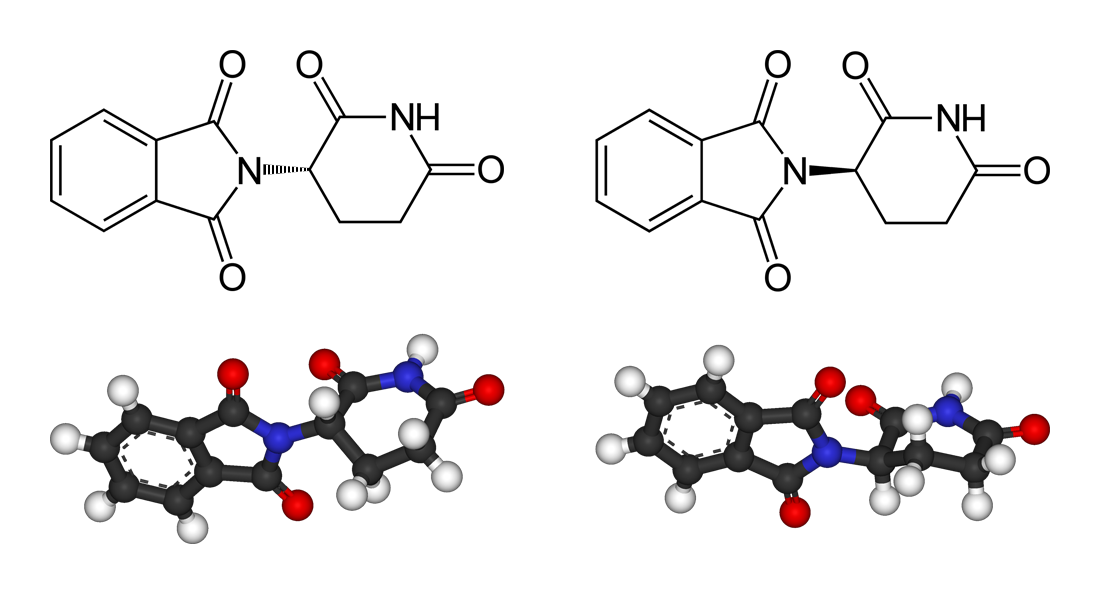
Схематичне зображення енантіомерів талідоміду

Молекула талідоміду може існувати у вигляді двох оптичних ізомерів — право- та лівообертального. Один з них забезпечує терапевтичний ефект препарату, у той час як другий є причиною його тератогенного впливу. Цей ізомер вклинюється в клітинну ДНК на ділянках, багатих GC зв'язками, і перешкоджає нормальному процесу реплікації ДНК, необхідному для поділу клітин і розвитку зародка.
Оскільки в організмі енантіомери талідоміду здатні переходити один в одного, препарат, що складається з одного очищеного ізомеру, не вирішує проблему тератогенного впливу.

### Інші побічні ефекти
Крім впливу на плід, прийом талідоміду може негативно впливати і на людину, що приймає препарат. До побічних явищ можуть відноситись слабкість, головний біль, сонливість, запаморочення, порушення менструального циклу у жінок, підвищення температури. У деяких випадках прийом талідоміду може призводити до розвитку периферичного невриту.

## Застосування в сучасній медицині
Зараз талідомід застосовується для лікування прокази, множинної мієломи та інших серйозних онкологічних захворювань. Застосування препарату регулюється програмою Pharmion Risk Management Program (PRMP).

## Відомі жертви талідоміду
- Паскаль Клейман — діджей, музикант і композитор, який народився без рук.
- Томас Квастгофф — німецький співак (бас-баритон), що народився з кистями, розміщеними біля основи плеча, і деформованими ступнями.
- Мет Фрейзер — рок-музикант, актор і артист «перфомансу», що народився з деформованими і укороченими руками.